# Rex Linn
Rex Maynard Linn (Spearman, 13 novembre 1956) è un attore statunitense.

## Biografia
Rex Linn nasce a Spearman, nella contea di Hansford, terzo figlio di Darlene (nata Deere) e James Paul Linn. In questa piccola comunità del Texas, già in tenera età, Linn sviluppò un profondo interesse per il cinema e la recitazione. Il Lyric Theater di Main Street (che è tuttora in funzione) era l'unico cinema di cui gli abitanti di Spearman potessero usufruire nell'intera area, e Rex fin da giovane frequentava spesso questo cinema, godendo del suo menu di film horror e western.
Nel 1969 la famiglia Linn si trasferì ad Oklahoma City, la capitale dell'Oklahoma, dove il padre esercitò la professione legale. Qui frequentò la Heritage Hall e poi la Casady School, una scuola indipendente affiliata alla Chiesa episcopale, e lavorò part-time presso l'Oklahoma City Zoo. Fu nel 1975 che, dopo aver visto Jack Nicholson nel film Qualcuno volò sul nido del cuculo, decise che voleva veramente diventare un attore. Durante il liceo il suo sogno fu messo in seria difficoltà: durante la prima serata della produzione scolastica di Fiddler on the Roof, Rex aveva infatti quasi demolito un set nel corso di un numero di danza e gli fu chiesto di lasciare la produzione dal suo insegnante di recitazione. Gli fu consigliato di usare le sue energie in qualche altro campo della ricerca, e ciò porto alla fine della sua carriera recitativa scolastica. Nel 1980 si laureò in Radio/TV/Film alla Oklahoma State University-Stillwater.
Dopo essersi laureato, Linn intraprese la carriera bancaria. Lavorò per la Lakeshore Bank fino al 1982, quando la banca venne chiusa per insolvenza. Convinse quindi un talent scout a rappresentarlo nel mercato dell'Oklahoma e allo stesso tempo accettò un lavoro con una compagnia petrolifera, per la quale doveva supervisionare le operazioni sul terreno nell'Oklahoma occidentale. Dopo aver preso parte ad alcuni spot pubblicitari di bassa fattura, iniziò a recitare in piccoli ruoli in vari progetti. La sua prima partecipazione in un film la ottenne nel 1986 in Shadows on the Wall. Successivamente (dopo aver recitato nel film televisivo Bonanza: The Next Generation) partecipò a un altro film, dal titolo Dark Before Dawn, prodotto dal suo amico Edward K. Gaylord II. Fu proprio grazie a lui che riuscì a ottenere anche il ruolo di produttore associato del film, esperienza che gli fornì grande intuizione nel processo creativo di un film e che gli sarà successivamente molto utile per la sua carriera recitativa.
Nel 1989 ottenne il suo primo ruolo importante, quello del serial killer Floyd Epps nel film Nightgame - Partita con la morte, in cui recitava accanto a Roy Scheider. Dopo questo film e altre piccole parti (come quella dello sceriffo nella serie televisiva I ragazzi della prateria) nel 1990 decise di trasferirsi a Los Angeles per proseguire la carriera, dopo aver venduto casa e aver caricato tutti i suoi beni in un U-Haul. Per i primi tre anni studiò recitazione con Silvana Gallardo a Studio City e lavorò con l'amico Robert Knott in varie produzioni minori. A poco a poco, riuscì ad ottenere dei piccoli ruoli in film come My Heroes Have Always Been Cowboys (1991), Cuore di tuono (1992) e One Shot One Kill - A colpo sicuro (1993) e apparve come guest star in alcune serie televisive tra cui Un medico tra gli orsi, Raven e Le avventure di Brisco County Jr..
Nel 1992 riuscì a ottenere il suo primo vero ruolo importante, ossia quello del perfido agente del Tesoro Richard Travers, nel film di grande successo Cliffhanger - L'ultima sfida, che lo fece conoscere al grande pubblico. In seguito apparve in più di 35 film, tra cui Fantasmi da Marte (2001), The Hunted - La preda (2003), After the Sunset (2004), Abominable (2006) e Django Unchained (2012), e nelle serie televisive Nash Bridges, JAG - Avvocati in divisa, Jarod il camaleonte e Saving Grace. Dal 2003 al 2012 è stato uno dei protagonisti della serie CSI: Miami, nel ruolo del detective Frank Tripp. La serie è finita dopo dieci stagioni, a cui Rex ha partecipato inizialmente come personaggio ricorrente e, a partire dalla quinta stagione, come membro del cast principale.

## Vita privata
Il 29 giugno 1994 è stato onorato con una stella nel Carpenter's Square Theatre Walk of Fame di Oklahoma City.
Tra il 2005 e il 2006 ha prestato la sua voce a tre audiolibri: One Ranger (2005), A Man Called Cash (2005) e Missing Persons (2006). In precedenza aveva inoltre prestato la sua voce come narratore di un documentario per il programma dell'Oklahoma University InvestEd dal titolo Anatomy of Fraud – Catching a Con in Pottawatomie County in 2004.
Attualmente vive a Sherman Oaks in California con i suoi cani Jack e Choctaw.

## Filmografia

### Cinema
- Shadows on the Wall, regia di Patrick Poole (1986)
- Dark Before Dawn, regia di Robert Totten (1988)
- The Bounty Hunter, regia di Robert Ginty (1989)
- Nightgame - Partita con la morte (Nightgame), regia di Peter Masterson (1989)
- Across Five Aprils, regia di Kevin Meyer (1990)
- My Heroes Have Always Been Cowboys, regia di Stuart Rosenberg (1991)
- Cuore di tuono (Thunderheart), regia di Michael Apted (1992)
- One Shot One Kill - A colpo sicuro, regia di Luis Llosa (1993) – non accreditato
- Cliffhanger - L'ultima sfida (Cliffhanger), regia di Renny Harlin (1993)
- Iron Will - Volontà di vincere (Iron Will), regia di Charles Haid (1994)
- Wyatt Earp, regia di Lawrence Kasdan (1994)
- Sotto il segno del pericolo (Clear and Present Danger), regia di Phillip Noyce (1994)
- Omicidio nel vuoto (Drop Zone), regia di John Badham (1994)
- Alibi perfetto (Perfect Alibi), regia di Kevin Meyer (1995)
- Corsari (Cutthroat Island), regia di Renny Harlin (1995)
- Ricercati vivi o morti (Public Enemies), regia di Mark L. Lester (1996)
- Tin Cup, regia di Ron Shelton (1996)
- Spy (The Long Kiss Goodnight), regia di Renny Harlin (1996)
- L'agguato - Ghosts from the Past (Ghosts of Mississippi), regia di Rob Reiner (1996)
- Breakdown - La trappola (Breakdown), regia di Jonathan Mostow (1997)
- L'uomo del giorno dopo (The Postman), regia di Kevin Costner (1997)
- La strana coppia II (The odd couple 2), regia di Howard Deutch (1998)
- Rush Hour - Due mine vaganti (Rush Hour), regia Brett Ratner (1998)
- Sbucato dal passato (Blast from the Past), regia di Hugh Wilson (1999)
- Instinct - Istinto primordiale (Instinct), regia di Jon Turteltaub (1999)
- Fantasmi da Marte (Ghosts of Mars), regia di John Carpenter (2001)
- Salton Sea - Incubi e menzogne (The Salton Sea), regia di D.J. Caruso (2002)
- The Round and Round, regia di Rod Slane (2002)
- The Hunted - La preda (The Hunted), regia di William Friedkin (2003)
- Dry Cycle, regia di Isaac H. Eaton (2003)
- Una scatenata dozzina (Cheaper by the Dozen), regia di Shawn Levy (2003)
- After the Sunset, regia di Brett Ratner (2004)
- The Zodiac, regia di Alexander Bulkley (2005)
- American Gun, regia di Aric Avelino (2005)
- Two Tickets to Paradise, regia di D. B. Sweeney (2006)
- Abominable, regia di Ryan Schifrin (2006)
- The Grand Ride of the Abernathy Boys, regia di Shawnee Brittan – voce (2007)
- Appaloosa, regia di Ed Harris (2008)
- Django Unchained, regia di Quentin Tarantino (2012)
- Devil's Knot - Fino a prova contraria (Devil's Knot), regia di Atom Egoyan (2013)
- Un milione di modi per morire nel West (A Million Ways to Die in the West), regia di Seth MacFarlane (2014)
- Under the Silver Lake, regia di David Robert Mitchell (2018)
- An Acceptable Loss - Decisione estrema (An Acceptable Loss), regia di Joe Chappelle (2019)

### Televisione
- Bonanza: The Next Generation, regia di William F. Claxton – film TV (1988)
- Oklahoma Passage – miniserie TV (1989)
- Desperado, regia di E.W. Swackhamer – film TV (1989)
- I ragazzi della prateria (The Young Riders) – serie TV, episodio 1x14 (1990)
- Un medico tra gli orsi (Northern Exposure) – serie TV, episodio 2x03 (1991)
- The Gambler Returns: The Luck of the Draw, regia di Dick Lowry – film TV (1991)
- Doogie Howser (Doogie Howser, M.D.) – serie TV, episodio 3x12 (1991) – non accreditato
- FBI: The Untold Stories – serie TV, episodio 1x16 (1992)
- Stato d'assedio (In the Line of Duty: Siege at Marion), regia di Charles Haid – film TV (1992)
- Raven – serie TV, episodio 2x10 (1993)
- Le avventure di Brisco County Jr. (The Adventures of Brisco County Jr.) – serie TV, episodio 1x16 (1994)
- Confessions: Two Faces of Evil, regia di Gilbert Cates – film TV (1994)
- Jack Reed: In cerca di giustizia (Jack Reed: A Search for Justice), regia di Brian Dennehy – film TV (1994)
- JAG - Avvocati in divisa (JAG) – serie TV, 6 episodi (1995-2000)
- Una famiglia del terzo tipo (3rd Rock from the Sun) – serie TV, episodi 1x12-3x10 (1996-1997)
- Ultima fermata Saber River (Last Stand at Saber River), regia di Dick Lowry – film TV (1997)
- Nash Bridges – serie TV, episodio 3x07 (1997)
- Alone, regia di Michael Lindsay-Hogg – film TV (1997)
- Black Cat Run, regia di D. J. Caruso – film TV (1998)
- Mr. Chapel – serie TV, episodio 1x03 (1998)
- Il prezzo della giustizia (The Jack Bull), regia di John Badham – film TV (1999)
- Un segreto dal passato (A Murder on Shadow Mountain), regia di Dick Lowry – film TV (1999)
- Walker Texas Ranger – serie TV, episodio 7x04 (1999)
- Y2K, regia di Dick Lowry – film TV (1999)
- Spie (Snoops) – serie TV, episodio 1x10 (1999)
- Jarod il camaleonte (The Pretender) – serie TV, episodio 4x10 (2000)
- Profiler - Intuizioni mortali (Profiler) – serie TV, episodio 4x10 (2000)
- Il fuggitivo (The Fugitive) – serie TV, 5 episodi (2000-2001)
- Fuoco incrociato (Crossfire Trail), regia di Simon Wincer – film TV (2001)
- CSI: Miami – serie TV, 186 episodi (2003-2012)
- Monte Walsh - Il nome della giustizia (Monte Walsh), regia di Simon Wincer – film TV (2003)
- Saving Grace – serie TV, episodio 1x06 (2007)
- Trial by Fire, regia di John Terlesky – film TV (2008)
- The Walking Dead: Torn Apart – serie web, episodi 1x04-1x06 (2011)
- The Lottery – serie TV, 6 episodi (2014)
- State of Affairs – serie TV, 4 episodi (2015)
- Nashville – serie TV, episodi 3x21-3x22-4x19 (2015-2016)
- Key and Peele – serie TV, episodio 5x05 (2015)
- The Brink – serie TV, 4 episodi (2015)
- Better Call Saul – serie TV, 13 episodi (2016-2022)
- The Ranch – serie TV, episodio 1x01 (2016)
- Young Sheldon – serie TV (2017-in corso)
- Lethal Weapon – serie TV, 12 episodi (2017-2018)
- Il metodo Kominsky (The Kominsky Method) – serie TV, episodio 1x04 (2018)
- The L Word: Generation Q – serie TV, due episodi (2019)
- Big Sky - serie TV, 13 episodi (2022-2023)

## Doppiatori italiani
Nelle versioni in italiano delle opere in cui ha recitato, Rex Linn è stato doppiato da:
- Pierluigi Astore in The Walking Dead: Torn Apart, The Brink, Lethal Weapon, Big Sky[2]
- Claudio Fattoretto in Corsari, The Hunted - La preda
- Enzo Avolio in Un medico tra gli orsi
- Antonio Sanna in Cliffhanger - L'ultima sfida
- Bruno Alessandro in Omicidio nel vuoto
- Nino Prester in Spy
- Paolo Lombardi in L'agguato - Ghosts from the Past
- Vittorio Di Prima in I ragazzi della prateria
- Maurizio Reti in Breakdown - La trappola
- Wladimiro Grana in Rush Hour - Due mine vaganti
- Stefano Mondini in Walker Texas Ranger
- Ennio Coltorti ne Il fuggitivo
- Michele Gammino in CSI: Miami
- Vladimiro Conti in The Zodiac
- Paolo Buglioni in Costretti a fuggire
- Paolo Marchese in Appaloosa
- Ambrogio Colombo in Devil's Knot - Fino a prova contraria
- Emilio Cappuccio in Un milione di modi per morire nel West
- Giorgio Locuratolo in State of Affairs
- Pasquale Anselmo in Young Sheldon (st. 1-2, ep. 3x08, 3x10)
- Pino Ammendola in Young Sheldon (ep. 3x19, 3x21, st. 4)
- Roberto Fidecaro in Better Call Saul
- Antonio Palumbo in The Ranch
- Dario Oppido in Under the Silver Lake
- Eugenio Marinelli ne Il metodo Kominsky
- Francesco Rizzi in The L Word: Generation Q